# Cacticulture
La cacticulture est une discipline de l'horticulture qui consiste en la culture des cactus,.

## Culture
La plupart du temps, la culture des cactus implique des températures chaudes. Dans les zones tempérées, sa culture se fait sous des serres afin de recréer le climat aride propre au développement des cactus.[réf. nécessaire]